# Славско Поље
Славско Поље је насељено мјесто у општини Гвозд, на Кордуну, Република Хрватска.

## Историја
Крајем 17. века, село је постало део Војне границе. У 18. веку припадао је глинском пуку. Изградња железничке пруге Вргинмост - Карловац 1905. године био је важан догађај за развој села, јер је истовремено омогућавао запослење (тј. радове на одржавању железнице) и омогућавао становницима да траже запослење и баве се трговином даље. Крајем Првог свјетског рата, 1918. године село је постало део Српско-хрватско-словеначке краљевине, а касније и Краљевине Југославије.
Село је претрпело велике демографске губитке у Другом свјетском рату са 417 његових становника који су страдали. Од тога је 235 било цивилних жртава фашизма, док је 81 погинуло као борци партизанских јединица, а остали су подлегли тифусу. Само у масакрима у глинском срезу почетком августа 1941. године живот је изгубило 136 мушкараца и дечака. Први становници који су изгубили живот већ у мају 1941. умрли су у концентрационом логору Јадовно, док су неки од заробљених партизана умрли као ратни заробљеници у далекој Норвешкој. Након снажног удара бруталне усташке кампање у лето 1941. године, становништво се масовно придружило антифашистичком покрету отпора.
Славско Поље се од распада Југославије до августа 1995. године налазило у Републици Српској Крајини.

## Становништво
Према попису становништва из 2001. године, Славско Поље је имало 375 становника. Многи становници српске националности напустили су село током операције Олуја 1995. године. Славско Поље данас представља највеће повратничко село на Кордуну. Према резултатима пописа становништва из 2011. године, у Славском пољу живи 338 становника.
| Попис 2011.‍ | Попис 2011.‍ | Попис 2011.‍ | Попис 2011.‍ | Попис 2011.‍ |
| ----------- | ----------- | ----------- | ----------- | ----------- |
|             |             |             |             |             |
| Срби        | Срби        |             | 323         | 95,56%      |
| Хрвати      | Хрвати      |             | 14          | 4,14%       |
| остали      | остали      |             | 1           | 0,30%       |
| укупно: 338 |             |             |             |             |

### Попис 1991.
На попису становништва 1991. године, насељено мјесто Славско Поље је имало 752 становника, следећег националног састава:
| Попис 1991.‍  | Попис 1991.‍  | Попис 1991.‍ | Попис 1991.‍ | Попис 1991.‍ |
| ------------ | ------------ | ----------- | ----------- | ----------- |
|              |              |             |             |             |
| Срби         | Срби         |             | 698         | 92,81%      |
| Југословени  | Југословени  |             | 13          | 1,72%       |
| Хрвати       | Хрвати       |             | 8           | 1,06%       |
| Муслимани    | Муслимани    |             | 1           | 0,13%       |
| остали       | остали       |             | 1           | 0,13%       |
| неопредељени | неопредељени |             | 13          | 1,72%       |
| непознато    | непознато    |             | 18          | 2,39%       |
| укупно: 752  |              |             |             |             |

### Аустроугарскипопис 1910.
На попису 1910. године насеље Славско Поље је имало 1.402 становника, следећег националног састава:
- укупно: 1.402
- Срби — 1.395 (99,50%)
- Мађари — 6 (0,42%)
- Хрвати — 1 (0,07%)

## Спорт
- МНК Завичај Славско Поље, футсал клуб

## Познате личности
- Бранко Мамула (1921-2021), антифашиста, борац отпора, адмирал ЈНА и министар одбране Југославије у периоду 1982-1988.
- Симо Вучинић (1915-1943), антифашиста, партизан и Народни херој Југославије.
- Раде Малобабић (1884-1917), обавештајац и револуционар.